# Tatárlakai lelet

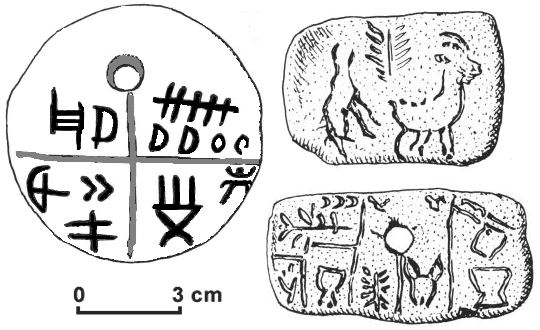
A tatárlakai három agyagtábla

A tatárlakai lelet három darab, jelekkel díszített agyagtáblácska, amelyek 1961-ben kerültek elő Erdélyben, Alsótatárlaka (Tărtăria) faluban (Alsócsóra község, Fehér megye). A leletet a Nicolae Vlassa által vezetett román régészcsoport fedezte fel.
A leletek egyesek szerint a fellelt legkorábbi írásjeleket tartalmazzák, mivel radiokarbon vizsgálatok szerint (amit a környező leleteken végeztek) i. e. 5500 körül keletkezhettek, így kb. ezer évvel előzik meg a legkorábbi ismert sumer agyagtáblák írásait. Éppen ez cáfolja a kapcsolatát a sumer írással, amelyik az uruki archaikus szövegek keletkezésének korában, azaz 2000 évvel később még piktografikusak, kevésbé elvontak, ugyanakkor a későbbi sumer ékírás elvitathatatlan előzményei. A tatárlakai lelet 2000 évvel korábban nem lehet az előzménye az ismert sumer írásnak. Ugyanakkor a táblák datálása a környező kultúrrétegek szerves maradványainak elemzésén alapul, miközben a leletek egy beásott gödörből kerültek elő, vagyis az azonos szinten lévő kultúrréteg kora nem adja meg a táblák korát, azok bármikor utána keletkezhettek.

## Története
A három agyagtábla 3-4 méter mélységből került elő, a település legalsó, Tordosnak megfelelő, legkorábbi rétegéből. A gödör finom hamuval volt tele. A benne talált egyéb leletek (26 agyagból és 2 kyklosi alabástromból készült, embert ábrázoló szobrocska és egy Spondylusból készült kagylókarperec) és más maradványok arra utalnak, hogy kultikus, ún. áldozati gödörről van szó. A leletek körül egy 35-40 éves ember elégetett, szétszórt és részben szándékosan összetört csontjai hevertek.
A táblácskák mellett talált kerámialeletek a kelet-magyarországi vonaldíszes kerámia fejlett, középső szakaszából, az ún. tiszadobi csoportból származnak. Keletkezésük ideje ezek alapján a középső neolitikum, az i. e. 5. évezredben Erdélyben virágzó vinča–tordosi kultúra ideje. Ezen leletek kora segített az egész kultúra fennállásának meghatározásában.
A leletek jelenleg a kolozsvári Történelmi Múzeumban találhatók.

## Kérdéses hitelesség
"Vitatott, hogy a táblákat valóban a bejelentett helyszínen találták-e a román régészek 1961-ben, és Nicolae Vlassa - a román régészek kutatócsoportjának vezetője - soha nem tárgyalta a rétegtani lelet körülményeit.
A gravírozások hitelességét is vitatják. Egy nemrégiben[mikor?] megfogalmazott hamisítványra vonatkozó állítás azon a hasonlóságon alapul, amely néhány szimbólum és a felfedezés idején elérhető népszerű román szórakoztató irodalomban található sumér szimbólumok reprodukciója között van.

## Leírása
Egy téglalap (méretei: 6,2 × 3 × 0,9 cm) és egy kör (átmérője 6 cm, vastagsága 2,1 cm) alakú táblát vonalak tagolnak és írásjelek találhatók rajtuk (ez a két tábla át van lyukasztva), az ugyancsak téglalap alakú harmadik táblán (méretei: 5,2 × 3,5 × 1,6 cm) állat- és növényábrázolás látható.
A táblák anyaga homokos agyag, rosszul vannak kiégve, vöröses színűek. Súlyuk becslés szerint egyenként 5-10 dkg körüli.

## A jelek értelmezése
Már a 19. században is kerültek elő olyan leletek Tordoson, amelyekről feltételeztek valamilyen kapcsolatot a régi mezopotámiai írásbeliséggel. Ezek feltárója és gyűjtője, Torma Zsófia 1879-ben utalt a tordosi jelek és az asszír-babilóni írásbeliség kapcsolatának lehetőségére. A táblákon lévő piktográfok mezopotámiai jellegét már felfedezőjük, N. Vlassa is észrevette, akit a jelek Uruk és Dzsemdet-Naszr piktografikus írásaira emlékeztettek.
A tatárlaki táblák jelei bekarcolással készültek. Ez a körülmény némi támpontot ad az írás Mezopotámiából való elterjedésének vagy átvételének idejére vonatkozóan. A tatárlaki táblákon szereplő írás fejlődési fokát tekintve hozzávetőleg megfelelhet a legrégebbi uruki táblákénak (Uruk IV, i. e. 3500), de ha a kettőt közös forrásra akarjuk visszavezetni, akkor még korábbi időpontról lehet szó. Borisz Perlov megjegyzi, hogy az i. e. 4. évezred végén a sumer írás váratlanul és teljesen kész formában jelenik meg. 1975-ben viszont még nem ismerték az uruki archaikus szövegeket, így Perlov állítása nem releváns.
A jelek pontos meghatározását és mezopotámiai összefüggéseik tisztázását Adam Falkenstein (1906–1966) német assziriológus végezte el.
Az egyes piktogramok jelentésének meghatározása eléggé biztosnak vehető. Az átírás természetesen semmit nem mond a táblák szövegének nyelvéről vagy az egyes írásjelek hangértékéről.

### A téglalap alakú tábla
„Fogadalmi ajándékul adott az Úrnak (vagy Enlilnek) 5 kenő edényt, 10 kur(?) árpát, 10 lovat Unu városa.”[forrás?]

### A kör alakú tábla
„Liszt 60 + 10 kur(?) Palil istennek, 20 kur(?) a főpap-királynak, búza 60 + 60 + 2 kur(?) Usmû (istennek), Šamaš (istennek).”[forrás?]
Harmatta János előbb idézett megfejtésében gondot okoz, hogy egy sumernak tartott szövegben jóval későbbi akkád (asszír-babiloni) istenségnevek bukkannak fel (Palilé. Usmué, Samasé), s ez anakronizmus. Záhonyi András erre már korábban is rámutatott (Záhonyi A: Ősi titkok nyomában. MBE, 2005, 128. o.; Záhonyi A.: A tatárlakai csillagóra. Fríg K., 2011, 42-43. o.).
Komoly problémát jelent az a beidegződés, hogy a szakirodalmi hivatkozásokban a sumer kor városneveit közismertebb akkád (asszír-babiloni) neveiken említik (pl. UD.KIB.NUNki-t Szippar, UNUGki-t Uruk néven). Ez így egyrészt pontatlan, másrészt félrevezető, hiszen azt a benyomást kelti, hogy egy későbbi korról van szó. Az akkád városnevek rendre félrevezetik a nem hozzáértő sumerkutatókat.
Záhonyi elképzelése szerint a korongon a Földről egyszerre látható fél csillagos ég csillagképei láthatóak, a téglalap alakú táblán a csillagos ég másik felének csillagászati alakzatai ismerhetők fel. Benne átfogó szakirodalmi összefoglalást és értékelést is találunk, melynek újdonsága a leleteket sajátjuknak tekintő szerb és román kutatók munkájának, értelmezéseinek bemutatása. A csillagászati jellegű értelmezés szerint a korongon csillagtérképként látható főbb csillagképek – Kos, Hidra, Nyilas – sumer neveit olvassa ki a korong jeleiből. Módszerét a téglalap alakú tábla esetében is alkalmazta.
A kör alakú tábla megfejtése Molnár Zsuzsanna szerint, a Phaistosi korong szövegének megfejtése után: "Az fenntartó istennek tetszően élt" 

### A rajzos tábla
A szöveget nem tartalmazó táblát a Dzsemdet Naszr-korabeli sumer pecséthengerekkel összehasonlítva a tábla közepén egy „életfa” áll, mellette jobbról és balról kőszáli- vagy vadkecske látható.

## A táblák keletkezése
A táblák valószínűleg csak utólag és másodlagosan, máglyán égtek ki. Mezopotámiában is csak az amulettként használt (egyúttal átfúrt) táblákat égették ki. A táblák formája olyan, mint az általános mezopotámiai korai forma. Méretük, vastagságuk, továbbá mezőkre osztásuk is megfelel azokénak.
Az a legvalószínűbb, hogy a táblácskákat a sumer írást némileg ismerő kereskedő készítette. A másik lehetőség, hogy egy délkelet-európai (esetleg éppen erdélyi) bennszülött - elkerülve Kis-Ázsiába vagy a Közel-Keletre - valahol megismerkedett a korai sumer piktográfiával, és visszatérve ő készítette a táblákat.
Ha feltételezzük, hogy a rituálisan elégetett ember azonos a táblácskák készítőjével vagy viselőjével, akkor ez a személy Larsza városával állhatott kapcsolatban. Az egyik jel ugyanis UD.UNUG.KI = Larsza. A város Dél-Mezopotámiában, az Eufrátesz partján, Uruk közelében volt.
A Vinča-kultúra által benépesített közép-erdélyi területen arany- és rézlelőhelyek voltak. Ugyanakkor közismert a babiloni, korai városi társadalmak óriási igénye az arany és réz iránt. Mezopotámiai kereskedők már az i.e. 3. évezredben a távoli Afganisztán és India területeire utaztak az ékszerekhez szükséges ritka kövekért, másfelé pedig aranyért és rézért. A Vinča-kultúrának az i.e. 3. (más kutatók szerint az i. e. 5.) évezred elején már létező kis-ázsiai kapcsolatai elősegíthették, hogy a (valószínűleg Nyugat-Kis-Ázsiába is eljutó) sumer kereskedők tudomást szereztek a Kárpát-medence réz- és aranylelőhelyeiről.

## Külső hivatkozások
- Marco Merlini: Milady Tărtăria and the riddle of dating Tărtăria tablets
- Írástudomány (írástörténeti linkgyűjtemény) http://www.linksite.hu/lapok/irastudomany/index.php
- Grandpierre Attila beszél a leletről (DunaTV)